# Expédition Mørkefjord

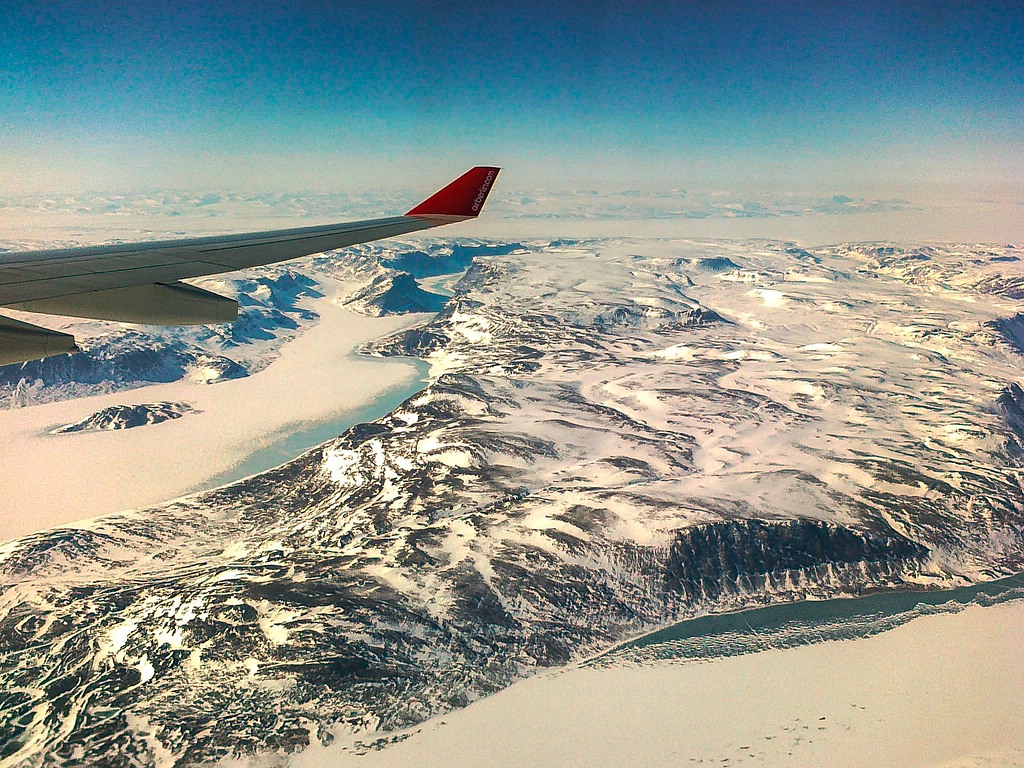
Le Mørkefjord sur la gauche et Sælsøen sur la droite.

L'expédition Mørkefjord (en danois : Mørkefjord-ekspeditionen) est une expédition au nord-est du Groenland en 1938-1939. Elle porte le nom d'un fjord de la zone : le Mørkefjord (en).
Poursuivant le travail de l'expédition du Danmark (1906-1908), il s'agissait d'une expédition exploratoire dans le nord-est du Groenland dirigée par Eigil Knuth mais elle a été écourtée par le déclenchement de la Seconde Guerre mondiale.